# Ostkupang
Ostkupang (indonesisch Kupang Timur) ist ein indonesischer Distrikt (Kecamatan) im Westen der Insel Timor.

## Geographie
| „Dorf“ (Desa/Kelurahan) | Verwaltungssitz | Fläche | Einwohner | Bevölkerungs- dichte |
| ----------------------- | --------------- | ------ | --------- | -------------------- |
| Oefafi                  | Oefafi          | km²    | 2996      | 195                  |
| Tuatuka                 | Tuatuka         | km²    | 3341      | 226                  |
| Pukdale                 | Pukdale         | km²    | 3198      | 341                  |
| Kel Oesao               | Oesao           | km²    | 8663      | 772                  |
| Naibonat                | Naibonat        | km²    | 15.964    | 710                  |
| Nunkurus                | Nunkurus        | km²    | 3616      | 120                  |
| Babau                   | Babau           | km²    | 5208      | 349                  |
| Merdeka                 | Merdeka         | km²    | 3689      | 351                  |
| Tuapukan                | Tuapukan        | km²    | 3861      | 1262                 |
| Manusak                 | Manusak         | km²    | 4553      | 485                  |
| Desa Oesao              | Oesao           | km²    | 1874      | 187                  |
| Oelatimo                | Oelatimo        | km²    | 1720      | 85                   |
| Tanah Putih             | Tanah Putih     | km²    | 1861      | 301                  |

Der Distrikt befindet sich am Ostufer der Bucht von Kupang, im Süden des Regierungsbezirks Kupang der Provinz Ost-Nusa-Tenggara (Nusa Tenggara Timur). Im Norden liegen die Distrikte Sulamu und Zentralfatuleu (Fatuleu Tengah), im Osten Fatuleu und Amabi Oefeto, im Süden Amarasi und Taebenu und im Südosten Zentralkupang (Kupang Tengah).
Ostkupang hat eine Fläche von 177,63 km² und teilt sich in die acht Desa Oefafi, Pukdale, Nunkurus, Tuapukan, Manusak, Desa Oesao, Oelatimo und Tanah Putih und die fünf Kelurahan Tuatuka, Kel Oesao, Naibonat, Babau und Merdeka. Das Territorium liegt weitgehend unter einer Meereshöhe von etwa 100 m. Das tropische Klima teilt sich, wie sonst auch auf Timor, in eine Regen- und eine Trockenzeit. Die Landschaft besteht aus Hügeln und Grasland.

## Einwohner

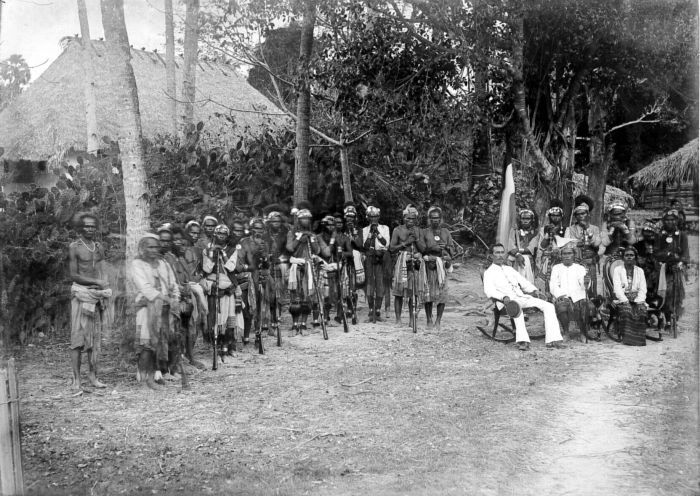
Babau in der niederländischen Kolonialzeit

2017 lebten in Ostkupang 60.544 Einwohner. 31.118 waren Männer, 29.426 Frauen. Die Bevölkerungsdichte lag bei 341 Personen pro Quadratkilometer. 8.843 Personen bekannten sich zum katholischen Glauben, 32.517 waren Protestanten, 1202 Personen muslimischen Glaubens und 76 Hindu. Im Distrikt gab es neun katholische und 59 protestantische Kirchen sowie acht Moscheen und einen Hindu-Tempel.

## Wirtschaft, Infrastruktur und Verkehr
Die meisten Einwohner des Distrikts leben von der Landwirtschaft. Als Haustiere werden Rinder (SAPI), Pferde (KUDA), Büffel (KERBAU), Schweine (BABI), Ziegen (KAMBING) und Hühner (AYAM) gehalten. Auf 959,2 Hektar wird Mais angebaut, auf 966,7 Hektar Reis, auf 35 Hektar Maniok, auf 2,0 Hektar Süßkartoffeln, auf 3,0 Hektar Erdnüsse und auf 26,4 Hektar grüne Bohnen. Daneben erntet man Kohl,  Senf, Tomaten, Orangen, Bananen, Mangos, Papayas, Jackfrüchte, Stachelannonen, Kokosnüsse, Kakao, Kapok, Lichtnüsse, Arecanüsse, Kaffee, Cashewnüsse und Lontar,.
In Ostkupang gibt es elf Kindergärten, 29 Grundschulen, zehn Mittelschulen und fünf weiterführende Schulen. Zur medizinischen Versorgung stehen ein Krankenhaus in Naibonat, zwei kommunale Gesundheitszentren (Puskesmas) in Naibonat und in Kel Oesao, und zehn medizinische Versorgungszentren (Puskesmas Pembantu) zur Verfügung. Laut Statistik arbeiteten 2017 im Distrikt zwei Ärzte, 33 Hebammen und 28 Krankenschwestern.
Der öffentliche Verkehr wird betrieben durch 42 Kleinbusse, 277 Pick-Ups, 67 Lastwagen und 443 Motorrädern.